# Trémonzey
Trémonzey est une commune française située dans le département des Vosges en région Grand Est.
Ses habitants sont appelés les Trémonzéens.

## Géographie

### Localisation
Le village est situé au Sud du département des Vosges, à la frontière du département de la Haute-Saône.

## Géologie et relief

### Sismicité
Commune située dans une zone 3 de sismicité modérée.
| Fontenoy-le-Château | Bains-les-Bains     | Bains-les-Bains                      |
| Fontenoy-le-Château | Trémonzey           | Le Clerjus                           |
| Fontenoy-le-Château | Fontenoy-le-Château | Aillevillers-et-Lyaumont Haute-Saône |

### Hydrographie et les eaux souterraines
Hydrogéologie et climatologie : Système d’information pour la gestion des eaux souterraines du bassin Rhin-Meuse :
Territoire communal : Occupation du sol (Corinne Land Cover); Cours d'eau (BD Carthage),
Géologie : Carte géologique; Coupes géologiques et techniques,
 Hydrogéologie : Masses d'eau souterraine; BD Lisa; Cartes piézométriques.
La commune est située dans le bassin versant de la Saône au sein du bassin Rhône-Méditerranée-Corse. Elle est drainée par le ruisseau de Falvinfoing.

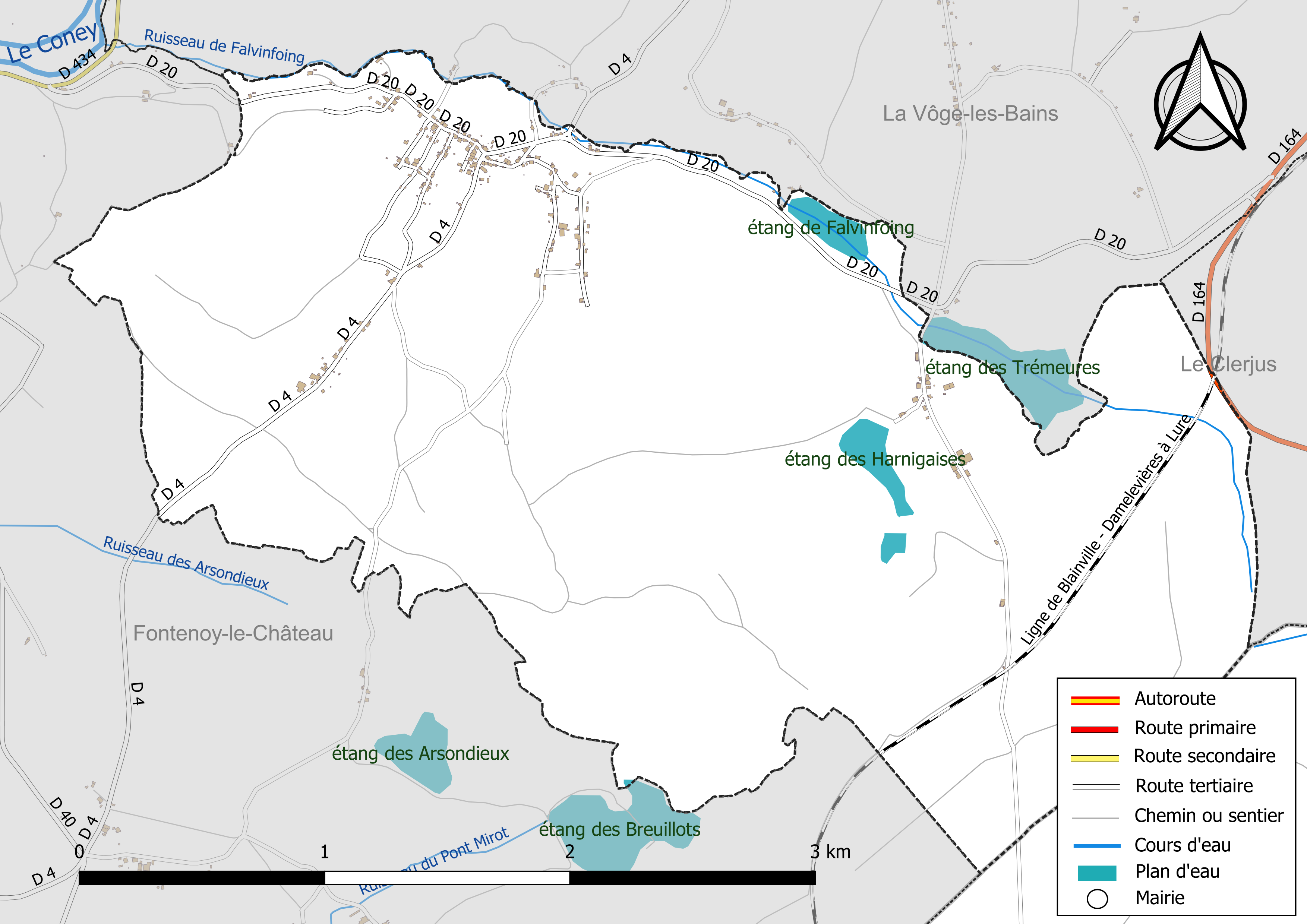
Réseaux hydrographique et routier de Trémonzey.

La qualité des cours d’eau peut être consultée sur un site dédié géré par les agences de l’eau et l’Agence française pour la biodiversité.

### Climat
Pour des articles plus généraux, voir Climat du Grand Est et Climat des Vosges.
En 2010, le climat de la commune est de type climat de montagne, selon une étude du Centre national de la recherche scientifique s'appuyant sur une série de données couvrant la période 1971-2000. En 2020, Météo-France publie une typologie des climats de la France métropolitaine dans laquelle la commune est exposée à un climat semi-continental et est dans la région climatique  Lorraine, plateau de Langres, Morvan, caractérisée par un hiver rude (1,5 °C), des vents modérés et des brouillards fréquents en automne et hiver.
Pour la période 1971-2000, la température annuelle moyenne est de 9,7 °C, avec une amplitude thermique annuelle de 16,9 °C. Le cumul annuel moyen de précipitations est de 1 173 mm, avec 13,4 jours de précipitations en janvier et 10,1 jours en juillet. Pour la période 1991-2020, la température moyenne annuelle observée sur la station météorologique de Météo-France la plus proche, « Bains », sur la commune de La Vôge-les-Bains à 4 km à vol d'oiseau, est de 10,5 °C et le cumul annuel moyen de précipitations est de 1 356,7 mm. 
La température maximale relevée sur cette station est de 40,8 °C, atteinte le 25 juillet 2019 ; la température minimale est de −21,4 °C, atteinte le 24 décembre 2001,,.
Les paramètres climatiques de la commune ont été estimés pour le milieu du siècle (2041-2070) selon différents scénarios d'émission de gaz à effet de serre à partir des nouvelles projections climatiques de référence DRIAS-2020. Ils sont consultables sur un site dédié publié par Météo-France en novembre 2022.

### Voies de communications et transports

#### Voies routières
- Le village est traversé par les routes départementales D4 (Nord-Sud) et D20[9].

#### Transports en commun
- Fluo Grand Est.

#### Lignes SNCF
- Gare de Bains-les-Bains.
- Gare d'Aillevillers.
- Gare de Xertigny

## Urbanisme

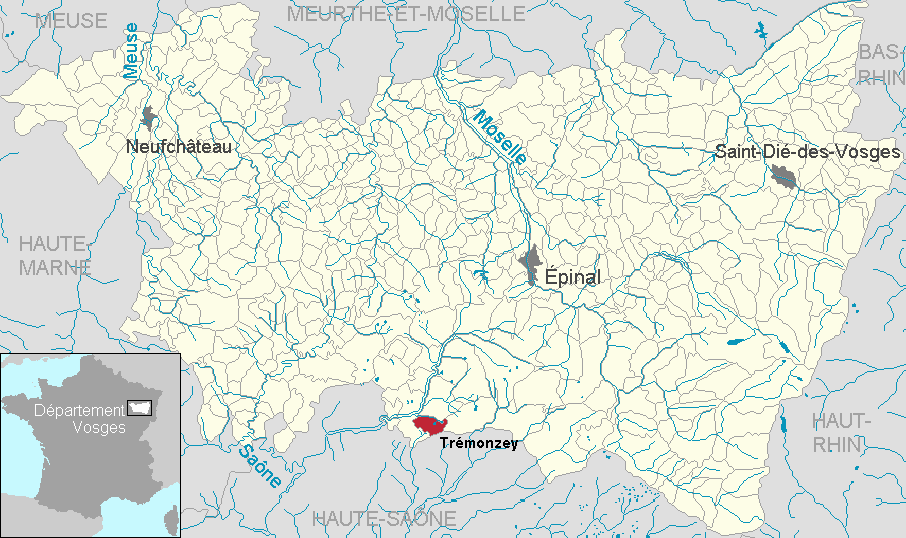

### Typologie
Au 1er janvier 2024, Trémonzey est catégorisée commune rurale à habitat dispersé, selon la nouvelle grille communale de densité à sept niveaux définie par l'Insee en 2022.
Elle est située hors unité urbaine et hors attraction des villes,.

### Occupation des sols
L'occupation des sols de la commune, telle qu'elle ressort de la base de données européenne d’occupation biophysique des sols Corine Land Cover (CLC), est marquée par l'importance des forêts et milieux semi-naturels (51 % en 2018), une proportion sensiblement équivalente à celle de 1990 (51,2 %). La répartition détaillée en 2018 est la suivante : 
forêts (51 %), zones agricoles hétérogènes (23,6 %), prairies (22 %), zones urbanisées (3,3 %), eaux continentales (0,1 %). L'évolution de l’occupation des sols de la commune et de ses infrastructures peut être observée sur les différentes représentations cartographiques du territoire : la carte de Cassini (XVIIIe siècle), la carte d'état-major (1820-1866) et les cartes ou photos aériennes de l'IGN pour la période actuelle (1950 à aujourd'hui).

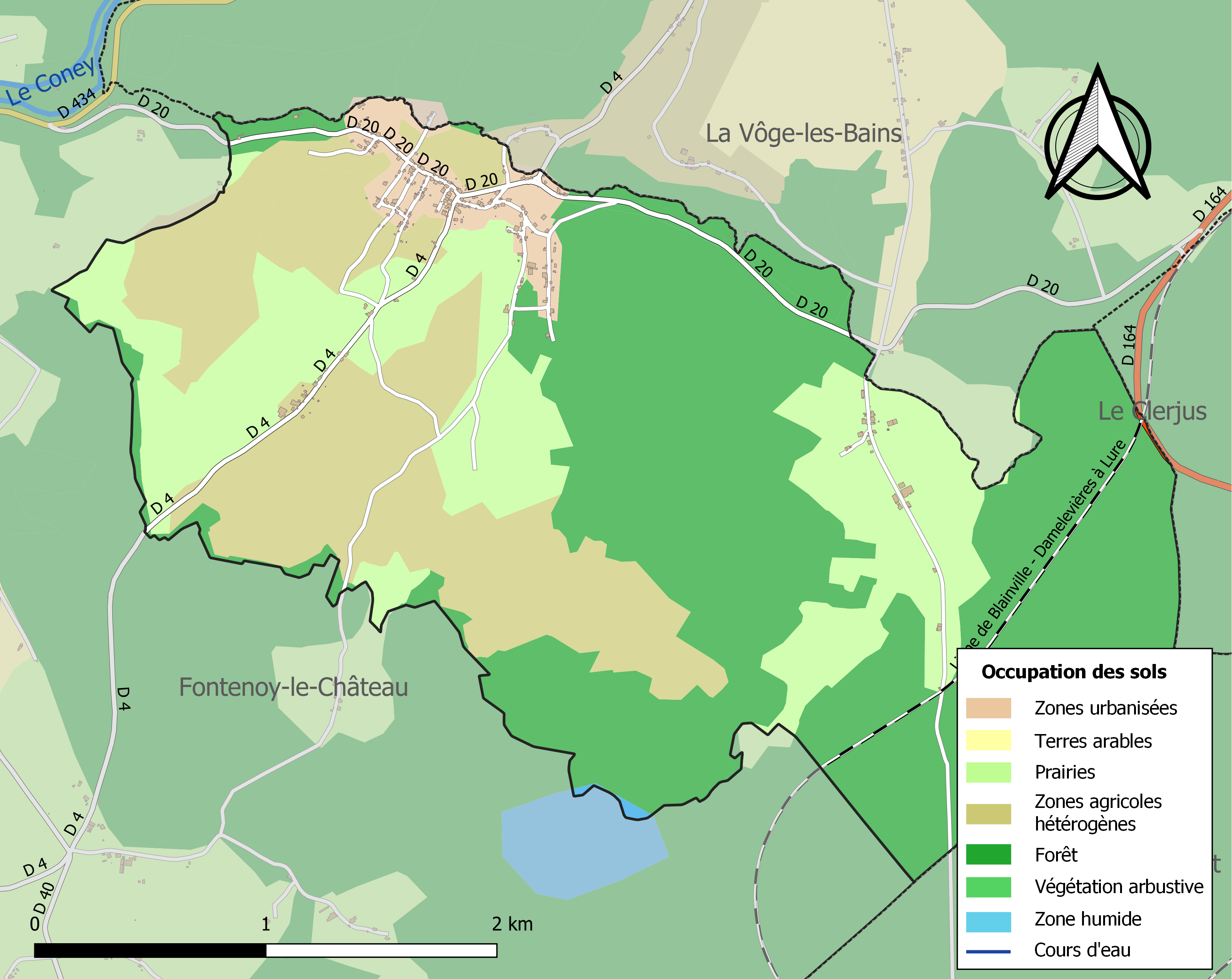
Carte des infrastructures et de l'occupation des sols de la commune en 2018 (CLC).

## Toponyme
Le nom de la localité est attesté sous les formes Trimansey (1526) ; Tremonxey (1594) ; Tremonsey (1704) ; Tremonzey ou Tremouzey (1711) ; Tremoncey (1749) ; Tremonssey (XVIIIe siècle) ; Tremontzey (an II).

Le toponyme de Trémonzey, Trimansey ou Trimanzay est attesté depuis 1526, le lieu tire son nom de sa situation entre trois monts.
Les noms des lieux et des rues sont évocateurs d'anciennes activités mais aussi du vieux patois mi Lorrain, mi Comtois: on peut relever ainsi Les Jus, Le moulin des Falvinfoing, Les Tremeurs, Les Sauniers, Les Chenevieres, Les Fays, Les Rays...

## Histoire
Les terres de Trémonzey faisaient partie du comté de Fontenoy-le-Château et appartenaient au bailliage de Remiremont. On trouve sur le territoire de la commune des bornes où sont gravés les deux deltas du monogramme  de Diane de Dommartin, dame de Fontenoy-le-Château et la croix de Lorraine.
Au XIXe siècle, des procès compliqués opposent Fontenoy et Trémonzey au sujet de la fourniture des affouages de bois pour les habitants des écarts du Haut-du-Mont et des Trémeurs.

## Politique et administration
| Période                                  | Période    | Identité                 | Étiquette | Qualité                         |
| ---------------------------------------- | ---------- | ------------------------ | --------- | ------------------------------- |
| Les données manquantes sont à compléter. |            |                          |           |                                 |
|                                          |            | Gaston Blanc (1924-2014) |           | Tréfileur, maire pendant 18 ans |
| mars 2001                                | avril 2014 | Rémi Ritter              | DVD       |                                 |
| avril 2014                               | En cours   | Nicole Daguey            |           | Agricultrice                    |

### Budget et fiscalité 2022
En 2022, le budget de la commune était constitué ainsi :
- total des produits de fonctionnement : 398 000 €, soit 1 515 € par habitant ;
- total des charges de fonctionnement : 313 000 €, soit 1 189 € par habitant ;
- total des ressources d'investissement : 79 000 €, soit 299 € par habitant ;
- total des emplois d'investissement : 77 000 €, soit 294 € par habitant ;
- endettement : 187 000 €, soit 713 € par habitant.

Avec les taux de fiscalité suivants :
- taxe d'habitation : 7,70 % ;
- taxe foncière sur les propriétés bâties : 36,60 % ;
- taxe foncière sur les propriétés non bâties : 14,49 % ;
- taxe additionnelle à la taxe foncière sur les propriétés non bâties : 0,00 % ;
- cotisation foncière des entreprises : 0,00 %.

Chiffres clés Revenus et pauvreté des ménages en 2021 : médiane en 2021 du revenu disponible, par unité de consommation : 19 240 €.

## Économie

### Entreprises et commerces

#### Agriculture
- Culture et élevage associés.
- Élevage de vaches laitières.
- Élevage d'ovins et de caprins.
- Culture de fruits à pépins et à noyau.

#### Tourisme
- Hébergements et restauration à Bains-les-Bains, Anjeux, Xertigny, Bellefontaine, Claudon.

#### Commerces
- Commerces et services de proximité.

## Population et société

### Démographie

#### Évolution démographique
L'évolution du nombre d'habitants est connue à travers les recensements de la population effectués dans la commune depuis 1793. Pour les communes de moins de 10 000 habitants, une enquête de recensement portant sur toute la population est réalisée tous les cinq ans, les populations de référence des années intermédiaires étant quant à elles estimées par interpolation ou extrapolation. Pour la commune, le premier recensement exhaustif entrant dans le cadre du nouveau dispositif a été réalisé en 2006.

En 2022, la commune comptait 235 habitants, en évolution de −5,24 % par rapport à 2016 (Vosges : −2,96 %, France hors Mayotte : +2,11 %).
| 1793 | 1800 | 1806 | 1821 | 1831 | 1836 | 1841 | 1846 | 1856 |
| ---- | ---- | ---- | ---- | ---- | ---- | ---- | ---- | ---- |
| 387  | 420  | 438  | 471  | 754  | 909  | 870  | 914  | 844  |

| 1861 | 1866 | 1876 | 1881 | 1886 | 1891 | 1896 | 1901 | 1906 |
| ---- | ---- | ---- | ---- | ---- | ---- | ---- | ---- | ---- |
| 875  | 913  | 807  | 831  | 766  | 683  | 661  | 665  | 662  |

| 1911 | 1921 | 1926 | 1931 | 1936 | 1946 | 1954 | 1962 | 1968 |
| ---- | ---- | ---- | ---- | ---- | ---- | ---- | ---- | ---- |
| 647  | 579  | 519  | 476  | 430  | 383  | 348  | 334  | 285  |

| 1975 | 1982 | 1990 | 1999 | 2006 | 2011 | 2016 | 2021 | 2022 |
| ---- | ---- | ---- | ---- | ---- | ---- | ---- | ---- | ---- |
| 252  | 277  | 259  | 238  | 236  | 219  | 248  | 243  | 235  |

### Enseignement
Établissements d'enseignements :
- écoles maternelles et primaires à Fontenoy-le-Château et Bains-les-Bains ;
- collèges à Bains-les-Bains ;
- lycées à Bains-les-Bains.

### Santé
Professionnels et services de santé :
- Médecins à Fontenoy-le-Château, Bains-les-Bains, Betoncourt-Saint-Pancras.
- Pharmacies à Fontenoy-le-Château, Bains-les-Bains, Aillevillers-et-Lyaumont, Saint-Loup-sur-Semouse.
- Hôpitaux à Xertigny, Ville-sur-Illon, Saint-Rémy, Luxeuil-les-Bains.

### Cultes
- Culte catholique, paroisse Saint-Colomban-en-Vôge, diocèse de Saint-Dié[26].

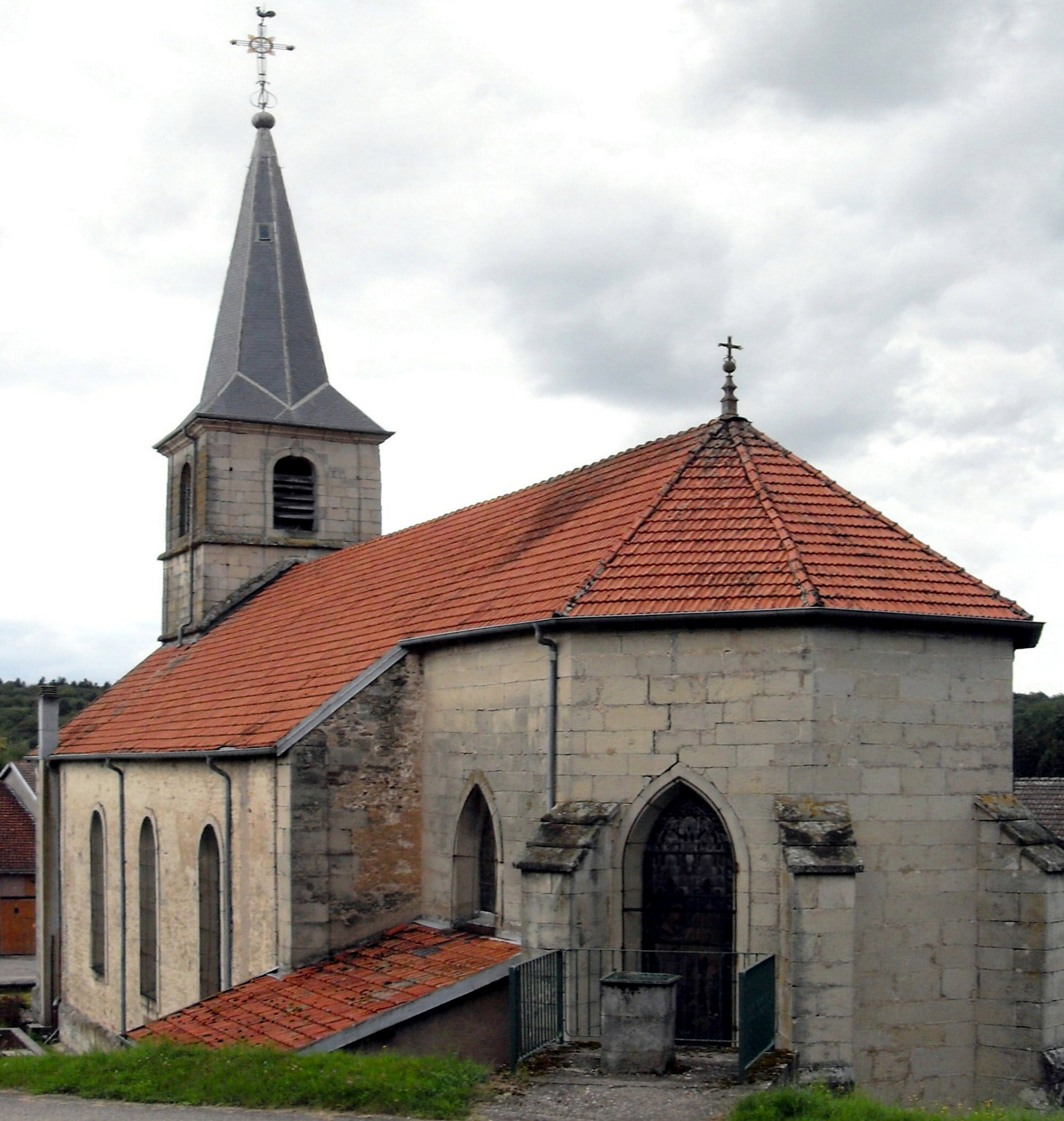
L'église Saint-Valbert.

## Lieux et monuments
- Église Saint-Valbert[16].
- Mairie-école construite en 1837 d'après les plans de Louis Gahon[27].
- Monument aux morts[28].
- Fermes et maisons d'ouvrier selon l'enquête thématique régionale (architecture rurale de Lorraine : Vôge méridionale)[29],[30].
- Cimetière édifié en 1867, sur les plans de l'architecte Adam[31]

## Personnalités liées à la commune
Etienne Lagorce. Commandant de la garde nationale de Trémonzey, ancien dragon comptant 44 ans de service, a l'honneur de commander le rassemblement des gardes nationaux lors de La Fédération des Vosges le 7 mars 1790.

« Ce serment prêté, le corps proclama commandant général le sieur Etienne Lagorce, ancien militaire, ayant servi en qualité de fourrier, dans un régiment de dragons, l'espace de cinquante-deux ans. La vertu fut couronnée, on ne calcula ni les degrés de la naissance, ni les avantages de la fortune. Ce vieillard respectable trouva dans la générosité du corps qu'il commande comme généralissime, une ressource à ses besoins. On lui créa un revenu de 2 000 livres; ce fut la fête de la vertu civique et militaire. »

## Pour approfondir